# Aquarium du Québec
 (janvier 2016).
L'Aquarium du Québec est un aquarium public situé dans l'arrondissement Sainte-Foy–Sillery–Cap-Rouge de la ville de Québec (Québec, Canada). Il fait partie du réseau géré par la Société des établissements de plein air du Québec (SÉPAQ).

## Histoire
L'origine de l'Aquarium du Québec remonte à 1953, alors que le docteur Vadim D. Vladykov, pionnier de la recherche en biologie marine au Québec, cherchait à doter la capitale du Québec d'équipements de recherche adéquats, qui permettraient en outre l'éducation du public. Il réussit à convaincre le docteur Arthur Labrie, sous-ministre au ministère des Pêcheries, qu'un site à proximité du pont de Québec et propriété du Canadien National permettrait d'établir ces installations. Le gouvernement québécois fit l'acquisition des terrains en 1954 et les travaux débutèrent en 1955 afin de construire les bâtiments. Sa construction avait pour double objectif de loger son personnel de biologistes et d'aménager des aquariums publics.

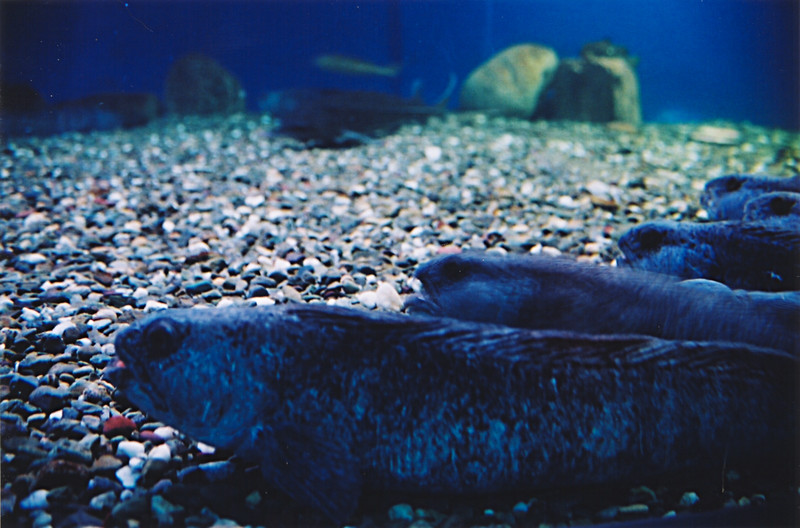
Loups atlantiques au Parc Aquarium

En 1956, la première partie des travaux est achevée. L'endroit, alors appelé Centre biologique du Québec comprend des laboratoires occupés par les équipes de recherches en biologie marine et en pêcheries, une rotonde ainsi que deux galeries d'aquariums. Rapidement, une aile supplémentaire est ajoutée au bâtiment afin d'abriter de nouveaux laboratoires pour effectuer des recherches sur diverses espèces à potentiel commercial (saumon, anguille, homard), ainsi que rassembler l'ensemble des documents de la bibliothèque du Ministère des Pêcheries. L'alimentation des aquariums par 230 000 litres d'eau douce et 320 000 litres d'eau salée n'est pas aisée. L'eau douce sera d'abord transvidée par camion-citerne depuis le lac Saint-Charles, puis directement puisée au fleuve Saint-Laurent à proximité. L'eau salée, elle, sera transportée par train et camion-citerne à partir de Rimouski (Pointe-au-Père).
En 1958 débute la dernière partie des travaux, visant à préparer l'accueil du public : la construction d'aires d'accueil et d'un restaurant. C'est en 1959 que les premiers visiteurs pourront visiter le site. La mission éducative du Centre Biologique est alors assurée en collaboration avec la Société linnéenne du Québec qui instaure en particulier un programme visant les jeunes, une première pour une institution muséale québécoise. Quelque 150 000 visiteurs dès la première année confirment l'intérêt de la population; on investira donc des sommes supplémentaires, entre autres pour l'aménagement de bassins extérieurs pour les phoques en 1960 et l'accroissement du nombre d'aquariums.
En 1971, les chercheurs du Centre biologique sont déménagés au nouveau Complexe scientifique de Québec. Afin de refléter le fait que cette institution se tourne davantage vers l'éducation populaire (bien que des travaux de recherches en collaboration avec des universités s'y poursuivent), on change son nom pour Aquarium du Québec. En 1999, au moment de fêter son 40e anniversaire, l'aquarium a accueilli son huit-millionième visiteur.
Les installations sont cependant devenues vieillottes à cette époque. De plus, le gouvernement québécois s'interroge sur la pertinence de continuer à financer année après année des équipements qui ne font pas leurs frais. La solution qui prévaudra sera la constitution de la Société des parcs de sciences naturelles du Québec qui aura pour objectif la gestion et la rénovation de l'aquarium, mais également du Jardin zoologique du Québec.

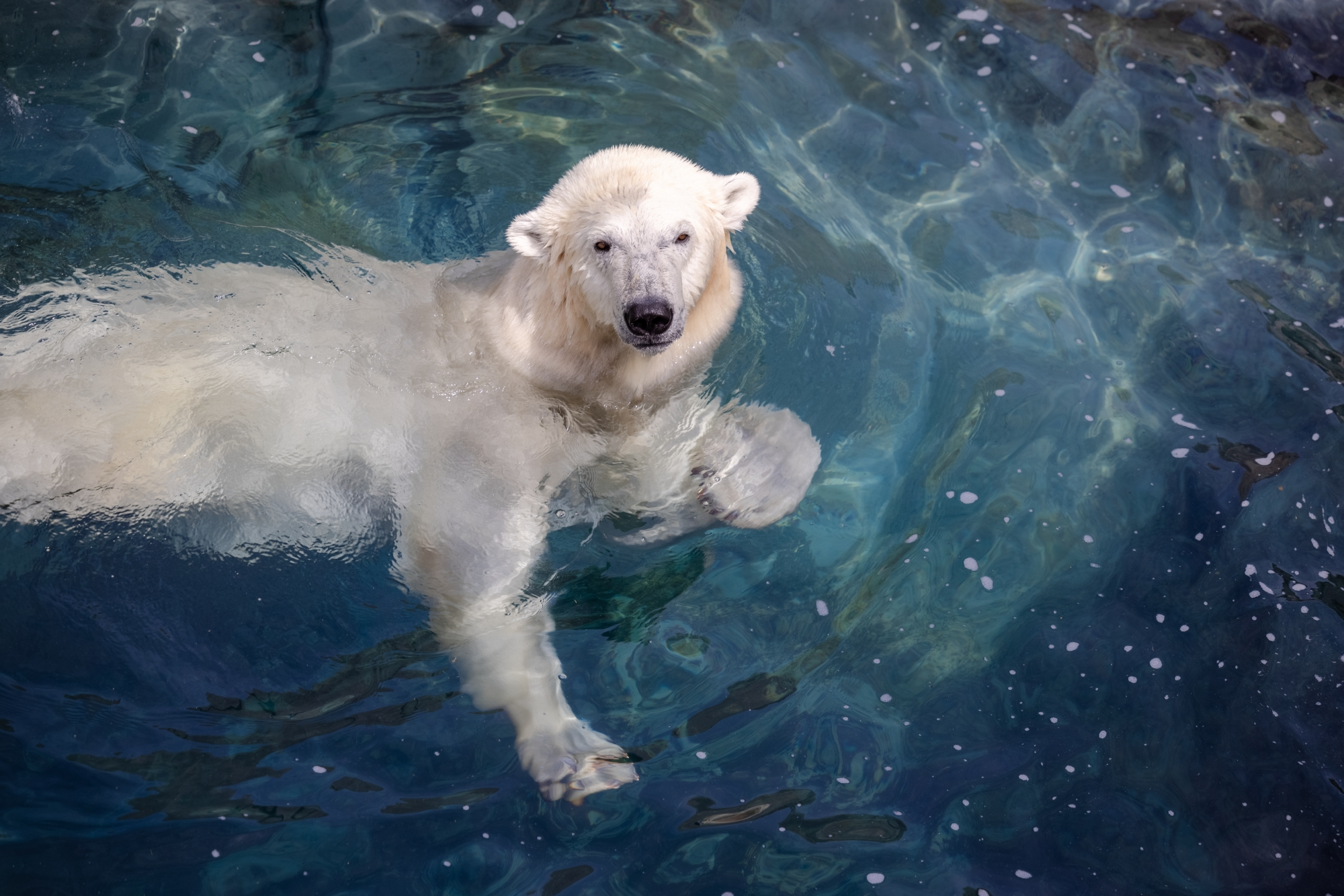
Ours blanc de l'aquarium en baignade.

Après deux années de fermeture pour les rénovations, le nouveau Parc-Aquarium du Québec ouvre ses portes en 2002. Le bâtiment principal est complètement réaménagé, tout comme les jardins extérieurs et les bassins des phoques. La plupart des espèces exotiques sont remplacées par des espèces  aquatiques originaires du Québec. L'arrivée d'ours blancs et d'un bassin où l'on peut les voir nager prête à controverse : on reproche à l'aquarium d'avoir une conception "large" de la définition de faune marine et d'avoir copié une attraction populaire d'un autre jardin zoologique québécois, celui de Saint-Félicien. Durant les années qui suivent, les ambitieux objectifs de fréquentation ne sont pas atteints. On évoque que la nouvelle orientation déçoit certains visiteurs et que les coûts d'entrée, en particulier pour une famille, sont considérés trop élevés; ceux-ci sont alignés sur les prix d'entrées d'attractions comparables, mais ont considérablement augmenté par rapport aux coûts avant la rénovation. La direction réagira les années suivantes en réduisant le prix d'entrée de manière générale et en offrant l'entrée gratuite aux enfants des familles résidantes de Québec jusqu'en 2006.
Le 30 novembre 2005, le ministre provincial responsable de la région de Québec, Michel Després, annonce la fermeture du Jardin zoologique du Québec en 2006 et la consolidation de certaines activités au Parc-Aquarium du Québec, dont la teneur n'est pas connue. En outre, la Société des établissements de plein air du Québec devient gestionnaire du site. Le Gouvernement du Québec annonce le 30 juin 2006 que des investissements de 6,5 millions de dollars canadiens seront réalisés au Parc Aquarium afin d'étoffer sa collection animale, l'installation d'une colonie de manchots empereurs est entre autres proposée.
En novembre 2008, l'institution reprend son nom d'Aquarium du Québec.

## Le fonds de conservation de l'Aquarium du Québec
Lors de sa création en 2005, le Fonds de conservation avait comme objectifs d’apporter son aide à une multitude de projets reliés aux espèces marines ainsi que de faire valoir l’importance des gestes concrets et écoresponsables pour la protection de la planète. Une raison d’être qui est encore d’actualité aujourd’hui.
Les actions prises grâce aux donateurs ont permis à plus de 20 organismes de recevoir un apport financier ainsi que les ressources humaines nécessaires à leurs opérations.
Que ce soit pour le centre d’appels du Réseau québécois d’urgences pour les mammifères marins (RQUMM) ou la participation au Groupe d’étude sur les élasmobranches et le requin du Groenland (GEERG), tous les projets ou les recherches en lien avec les espèces marines sont étudiés. Un autre exemple concret de leurs actions est le parrainage d’un béluga du fleuve Saint-Laurent, baptisé Aquabelle, dans le cadre du « Projet Béluga » du Groupe de recherche et d’éducation sur les mammifères marins (GREMM).

### Donation
Les dons sont faits sur une base volontaire. Certains sont effectués par les visiteurs en échange de nourriture pour alimenter les raies dans le bassin de contact du Pavillon des profondeurs, à la moitié de l’argent récolté par les forfaits V.I.P. qui est versé, ainsi qu’à certains événements corporatifs qui font un don à la suite de la tenue de leurs événements.
Il est désormais possible de faire un don au Fonds de conservation de l’Aquarium du Québec lorsque vous achetez un produit à leur boutique souvenir.

## Accréditations et partenaires
- AZAC[2] (Aquariums et Zoos accrédités du Canada)
- Polar Bears International
- GREMM[3] (Groupe de recherche et d’éducation sur les mammifères marins)
- Notre béluga s'appelle[4] …
- Ocean Wise Seafood[5]

## Distinctions
- Lauréat Fidéide 2017, attraction touristique de l'année[6]

### Identité graphique

Logo du nouveau parc aquarium du Québec.
Logo de [Quand ?] à 2017.
Logo actuel.

## Attraits

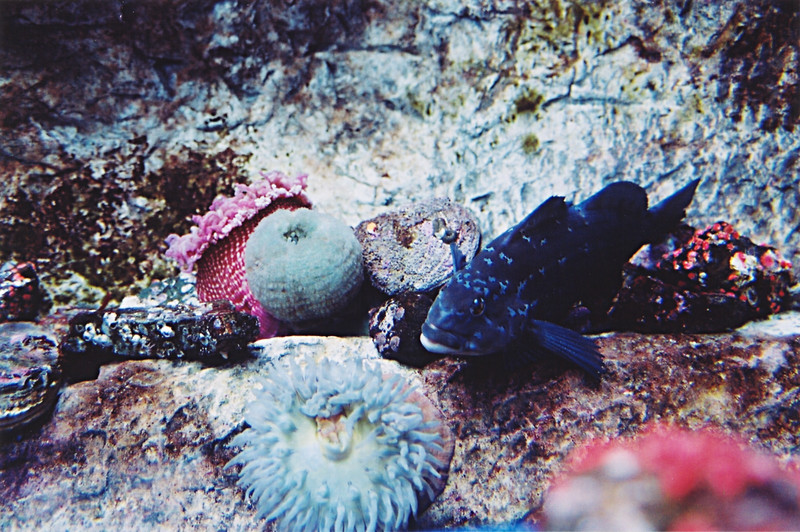

L'aquarium possède des jardins et bassins extérieurs et un bâtiment principal comptant plusieurs zones d'expositions. On y compte en tout 10 000 spécimens de poissons, de crustacés, de mollusques et de mammifères de 300 espèces différentes. L'Aquarium du Québec s'est spécialisé dans la faune  boréale et arctique.

## Les expositions

### Intérieur

#### Le grand océan
L'exposition "Awesome Ocean" est la principale attraction de l'aquarium. Les visiteurs traversent un tunnel dans un réservoir d'eau de mer de 350 000 litres (92 000 gal US) et voient la vie marine du point de vue d'un plongeur. Il y a souvent des plongeurs dans l'exposition qui mettent en valeur la vie marine.

#### Découvrez la zone côtière
Ce secteur présente le monde des invertébrés marins du Canada, tant de l'Atlantique que du Pacifique. Les visiteurs ont également la possibilité d'interagir et même de toucher les animaux tels que les étoiles de mer, les oursins, les bernard-l'ermite, les concombres de mer, etc.

#### Eau douce et eau salée
Deux niveaux d'aquariums exposent la vie estuarienne du bassin du Saint-Laurent où l'eau douce du fleuve se mélange à l'eau salée de l'océan Atlantique.

#### Carrefour scientifique
Découvrez les recherches qui font de l'Aquarium du Québec un lieu important pour la biologie marine au Canada et apprenez-en plus sur les laboratoires et la recherche marine.

### Plein air

#### Terres humides
Une exposition qui met en valeur l'écosystème du corridor du Saint-Laurent. On y trouve de nombreux oiseaux, amphibiens, insectes, reptiles et plantes qui habitent le milieu environnant.

#### Les rives du fleuve Saint-Laurent
En surplombant le majestueux fleuve Saint-Laurent, les visiteurs peuvent observer les phoques gris et les phoques communs qui s'ébattent et jouent dans les vagues.

#### Le secteur arctique
Les visiteurs peuvent observer les animaux qui vivent dans l'Arctique, tels que les phoques du Groenland, les morses et les ours polaires, qui traversent les quatre saisons grâce à une vue sous-marine en verre. L'Aquarium affirme être la première et la seule institution de ce type à s'occuper des deux sous-espèces.

### Le sentier des mammifères marins
Le site de l'Aquarium du Québec surplombe sur 16 hectares le fleuve Saint-Laurent du haut d'une falaise et est contigu à l'accès au Pont de Québec.
Ce panorama sert de décor aux jardins entourant les bâtiments principaux. On a voulu y reproduire à plus petite échelle des éléments hydrographiques québécois : rivière, cascade, étang, lac. Les rives sont plantées de plantes et de fleurs indigènes à la province. La rivière entre et se déverse dans l'atrium du bâtiment principal.
Deux zones d'exposition de mammifères marins sont situées de part et d'autre du bâtiment principal. La première, côté fleuve, abrite les phoques gris et les phoques communs, dont on peut observer le comportement sous-marin grâce à une galerie d'observation. On y trouve aussi des renards arctiques. La seconde zone, côté falaise, exhibe les phoques de l'Arctique, anciennement les morses (jusqu'en 2022) et les ours blancs. Une seconde galerie d'observation sous-marine permet d'observer les ébats aquatiques des ours. Par ailleurs, le Parc Aquarium est le seul établissement du genre où l'on peut observer à la fois des morses du Pacifique et de l'Atlantique.
Finalement, des aires de jeux pour enfants et des zones de pique-nique complètent les aménagements extérieurs.

#### Le départ des morses en 2022
La situation particulière de la collection de morses force l’Aquarium du Québec à s’en départir. Les liens de sang entre ces trois spécimens, le père et ses deux petits, font en sorte qu’ils doivent être séparés afin d’éviter toute reproduction non désirée. La situation actuelle n’est pas viable pour leur bien-être. Dans ce contexte, les trois morses doivent quitter l’Aquarium et être relogés dans d’autres institutions zoologiques accréditées.Boris, Lakina et Balzak seront transférés d’ici la fin de l’automne 2022 vers d’autres institutions zoologiques pour assurer leur bien-être.

### Le Pavillon des Eaux Douces et Salées

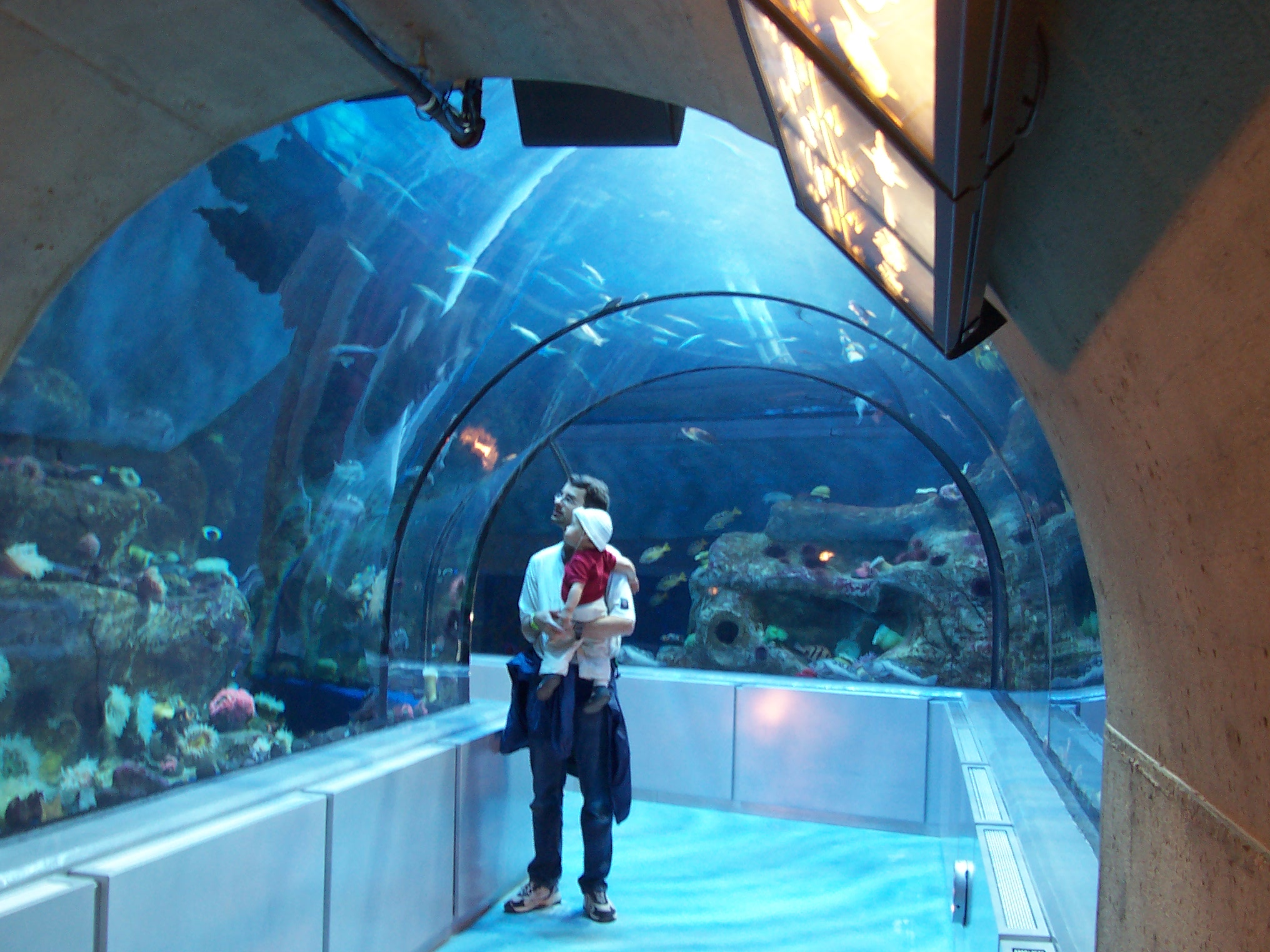
En contemplant le Grand Océan.

Le bâtiment principal compte trois étages et plusieurs zones d'expositions.
Au rez-de-chaussée, on retrouve une galerie de bassins d'eau douce exposant des poissons indigènes des lacs et rivières du Québec.
C'est également à cet étage que l'on peut accéder au Grand Océan, un grand bassin d'acrylique s'étendant sur trois étages, construit dans l'ancien atrium, et dans lequel on peut pénétrer à travers un tunnel permettant d'observer les poissons, mollusques et crustacés de chaque côté et au-dessus du visiteur. On y a reproduit un habitat typique de la côte de la Colombie-Britannique.
Au premier niveau, une seconde galerie de bassins s'attarde à faune aquatique boréale d'Amérique du Nord en eau salée. On y retrouve des espèces comme la morue, le loup atlantique et la sébaste.

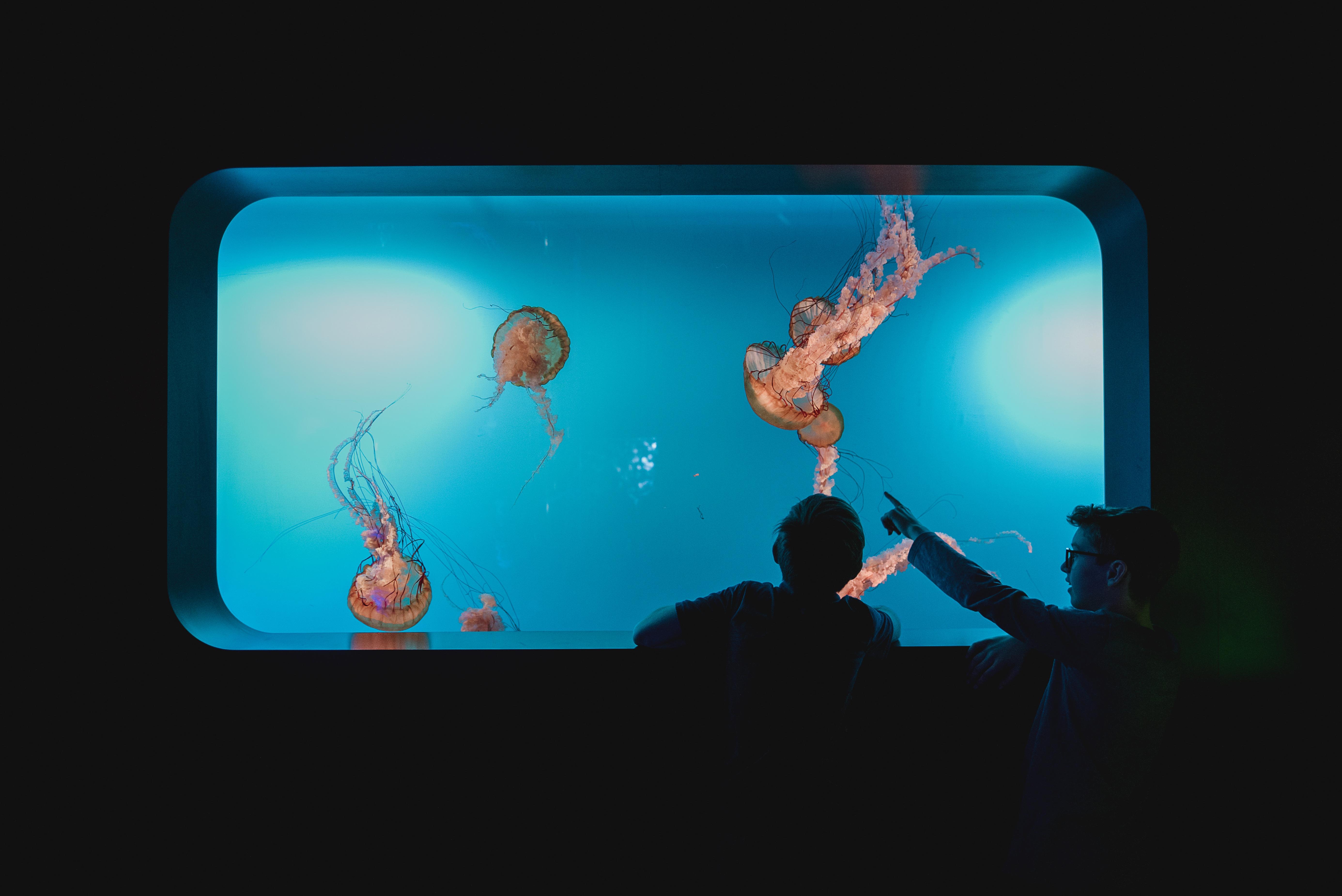
Bassin de méduse situé dans le Pavillon des Profondeurs.

Finalement, le deuxième étage regroupe quelques petites zones d'exposition. On y retrouve un aquarium avec une pieuvre et quelques bassins présentant des poissons de l'Arctique. Enfin, de petits bassins peu profonds et des animateurs présentent la faune côtière et des zones intertidales, site dont l'intérêt est marqué pour les enfants puisqu'on leur permet de toucher directement à plusieurs des spécimens en montre, tel que des étoiles de mer et des oursins.

### Le Pavillon des Profondeurs
Érigé en 2012, le Pavillon des Profondeur permet l'observation des méduses dans un parcours à la noirceur, accompagné d'une douce musique. La deuxième partie du bâtiment présente diverses espèces d'hippocampes, sous le thème des pirates.
La visite se termine avec un bassin tactile de contact des raies de l’Atlantique et des limules. Le tout se fait en compagnie d'un guide animalier. À cette occasion, il est possible de toucher les raies dans leur bassin et les nourrir en échange d’un don au Fonds de conservation de l’Aquarium du Québec.

### Autres bâtiments
- Le bâtiment d'accueil comprend la billetterie et la boutique souvenir.
- Un restaurant de type familial avec terrasse donnant vue sur le fleuve, "L'Alizé", est également présent sur le site.
- Un bistro situé dans l'atrium du bâtiment principal.

### Activités et Animations

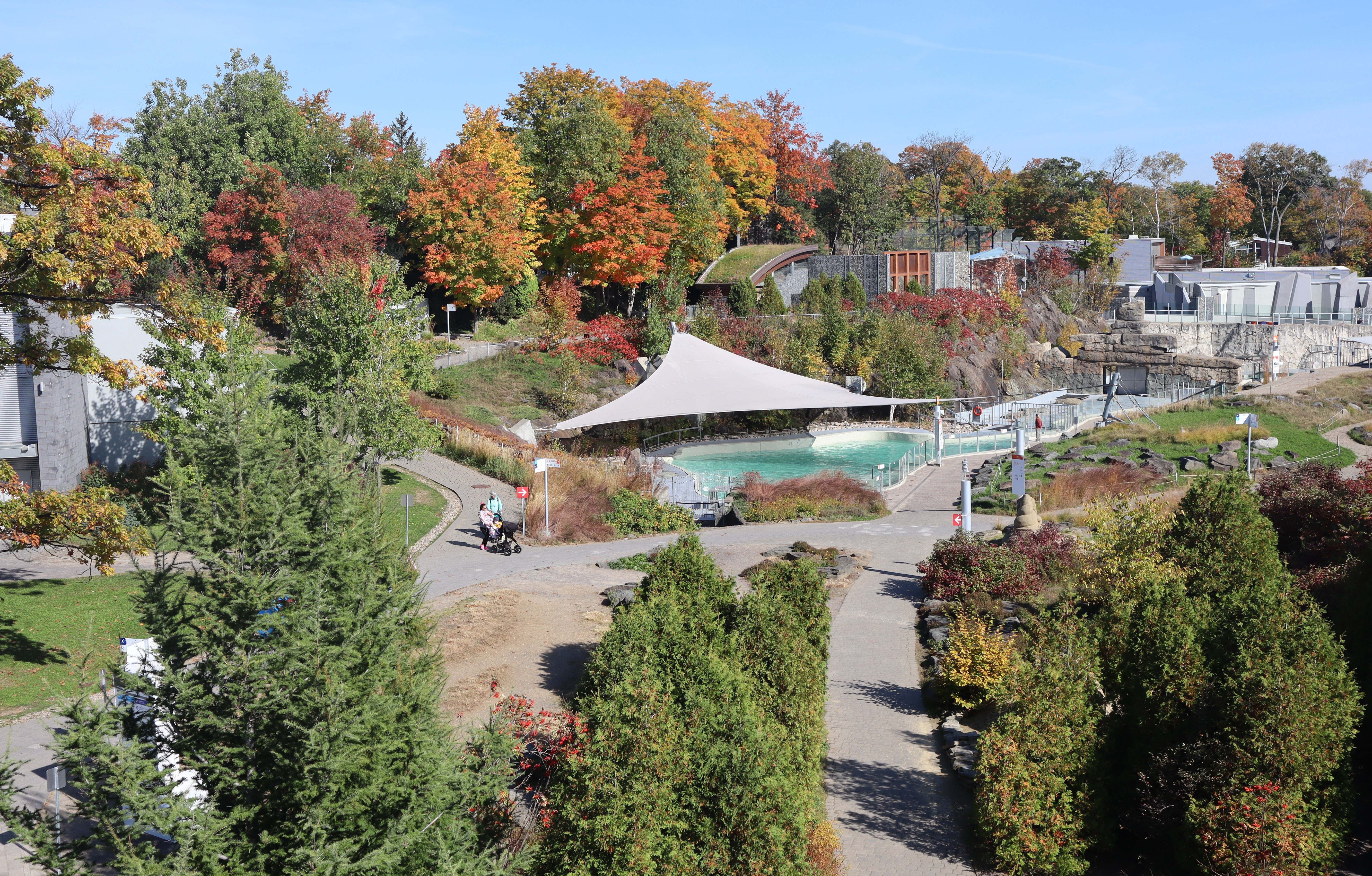
Portion du sentier des mammifères.

Différentes présentations en continu éducatives sont proposées tout au long de la journée, dans différents secteurs du Parc.
L'après-midi, les visiteurs peuvent assister à la plongée d'un naturaliste dans le Grand Océan. Grâce à un système audio sous-marin et à la présence devant le bassin d'un animateur, les visiteurs peuvent poser directement des questions au plongeur qui leur répondra en décrivant la faune et l'écosystème du bassin.

## Construction

### Le bâtiment original
Le sol sur lequel repose le Centre Biologique est moitié roc solide moitié gravier mêlé d énormes cailloux. Comme l'édifice épouse à peu près le profil du terrain original, relativement peu d'excavation fut nécessaire. La charpente de l édifice est complètement en béton armé et a nécessité environ 1,500 I verges cubes de béton. Celle-ci est formée de trois unités indépendantes reliées par des joints d expansion, le premier joint entre la partie des bureaux et la partie des aquariums et le second isolant l'aile circulaire, comprenant la bibliothèque et l 'amphithéâtre, du hall d entrée faisant partie de I'aile des aquariums.
La souplesse du béton armé a favorisé la réalisation des formes courbes et irrégulières de l'aile des aquariums. L'édifice est complètement à l'épreuve du feu. Les murs sont, à l'extérieur, faits d 'un parement de granit brut de provenance locale, dans quatre teintes différentes : gris, rouge, beige et vert, sauf pour quelques parties de mur en brique ou blocs de béton. Certains murs de fondation sont laissés au béton apparent recouvert de peinture à béton. L'isolation est de liège pour les murs et de liège ou laine de verre pour les plafonds. La composition intérieure des murs et cloisons est de maçonnerie de blocs de béton ou de terra-cotta.
Les fenêtres sont en aluminium avec vitrage formé de deux verres scellés. Le mur courbe, entourant le haut des escaliers qui conduisent aux galeries des aquariums et limitant le hall d'entrée du côté sud, est complètement en blocs de verre. Des joints d'expansion et, à la base du mur, un lit favorisant des glissements horizontaux, permettent au mur de subir sans dommages les brusques écarts de température dus au froid et au soleil. Les plaques pousse-portes sont en bronze et ont pour motif des poissons stylisés, œuvre de Paul Lacroix, sculpteur de Québec.

### Habitat des ours polaires
Le projet, évalué à 7,5 M$, a été réalisé dans le but de répondre aux exigences d’Aquariums et zoos accrédités du Canada.de mise en valeur de l’habitat des ours blancs et pour but d’agrandir et de rénover en grande partie les aménagements. Ce projet de 20 000 pieds carrés consistait à diversifier la topographie et accroître l’espace de l’habitat afin de favoriser une plus grande variété de comportements naturels chez les ours, d’améliorer leur bien-être et de leur offrir une meilleure vue en surplomb de l’espace environnant.
Le nouvel habitat permet maintenant aux ours d’adopter des comportements typiquement observés à l’état sauvage et est deux fois plus grand que l'ancien. Un bâtiment extérieur multimédia y présente des informations sur les ours polaires et permet aux visiteurs une visite virtuelle immersive.
Par ailleurs, le bâtiment pour les soins et la garde des ours blancs, l’accès aux services d’entretien, la clôture de périmètre et les installations d’entraînement en place ont tous été revus et améliorés afin d’aider le personnel à prodiguer des soins de façon sécuritaire.

### Le projetLouphhoque
Annoncé au début de l'année 2022, le projet Louphoque représente un budget de 20,9M$, soit l’investissement le plus important accordé à l’Aquarium du Québec depuis les dix dernières années. Baptisé Louphoque, le concept se veut immersif, avec des bassins vitrés. Les visiteurs auront accès à des angles et des points de vue, pour observer les animaux sur terre et sous l’eau. Le nouvel îlot qui sera construit pour les accueillir occupera l’espace central.

## Photos

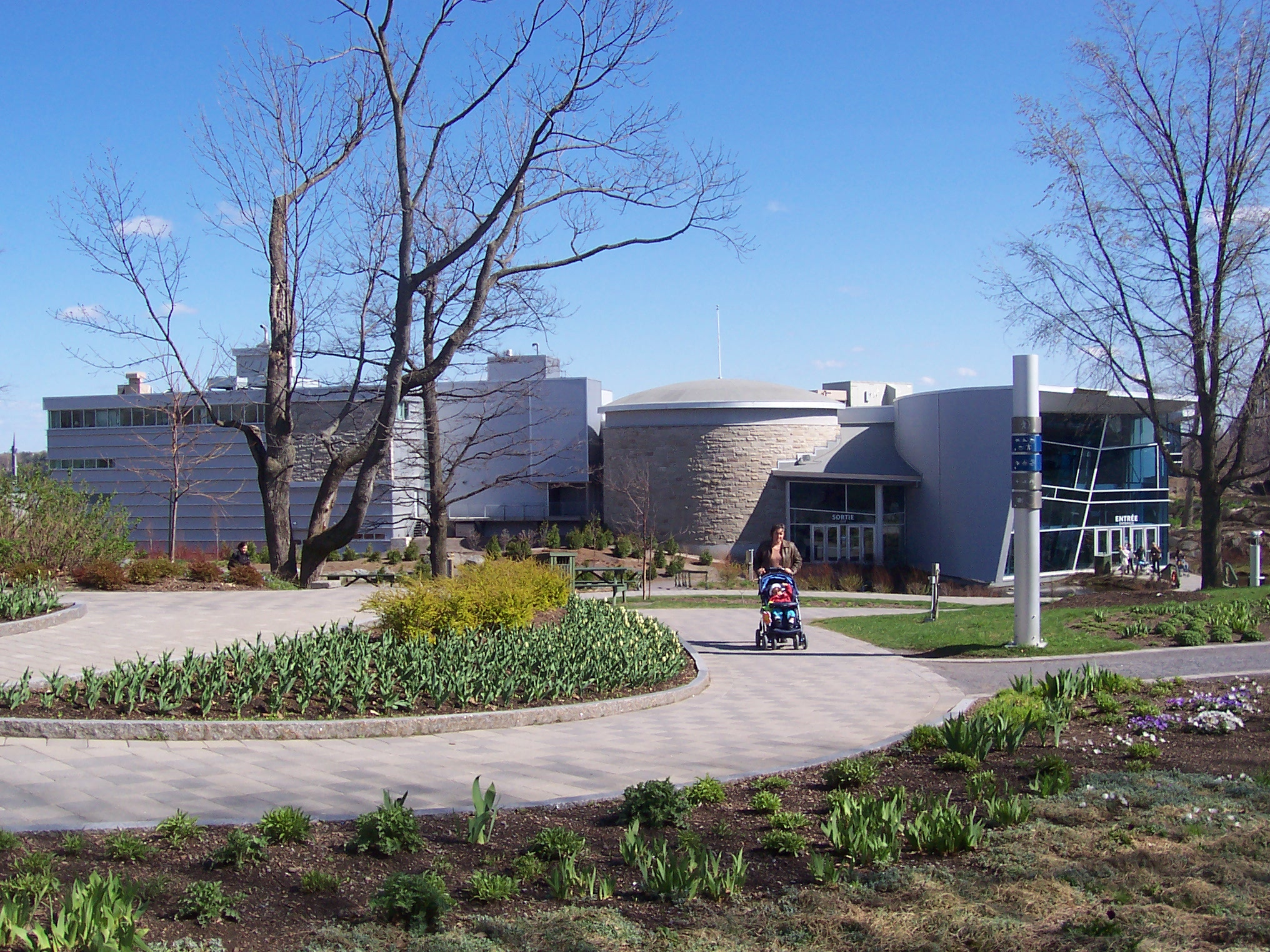
Le bâtiment principal avec l'ancienne rotonde.
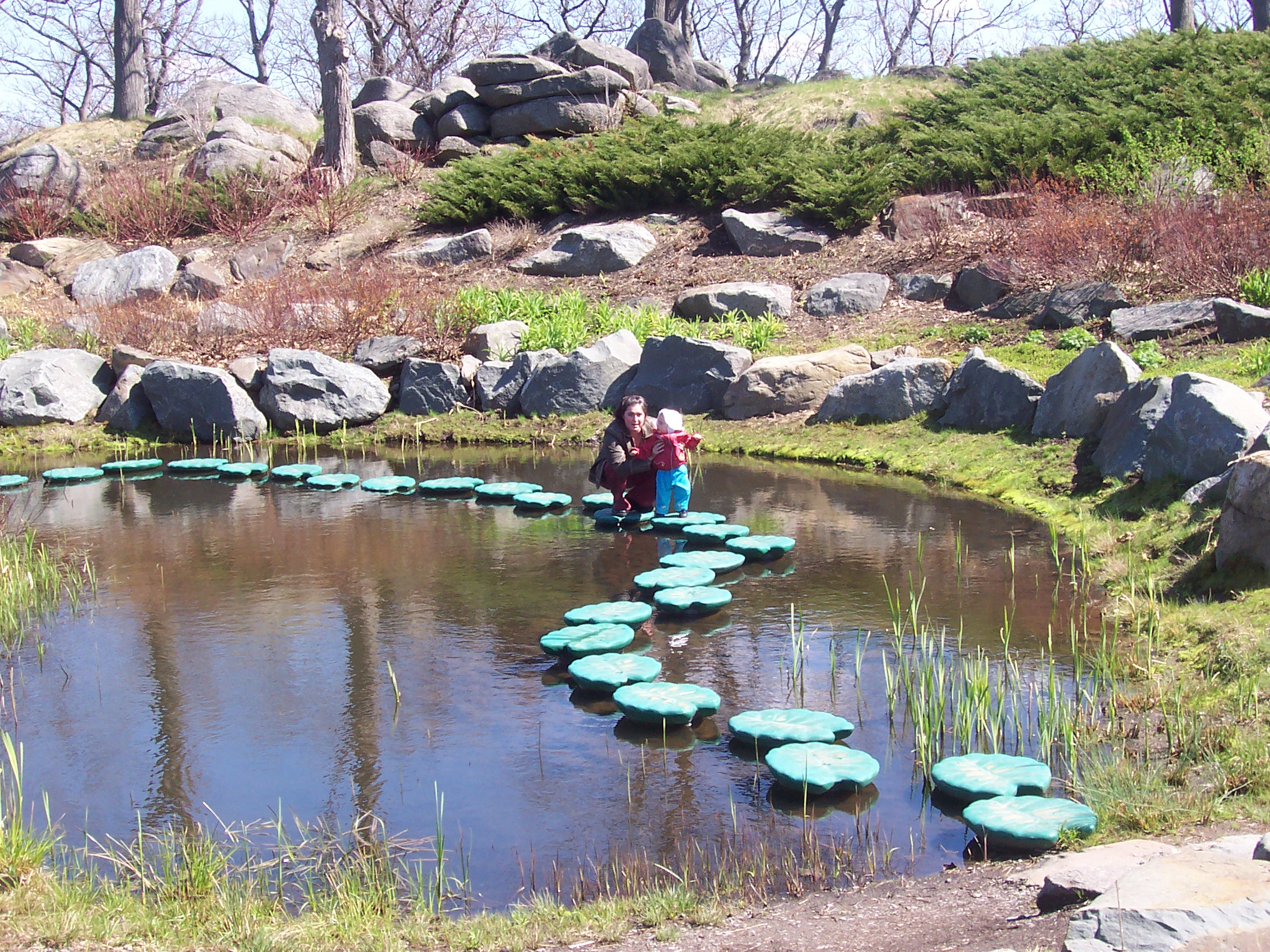
Étang dans le parc.
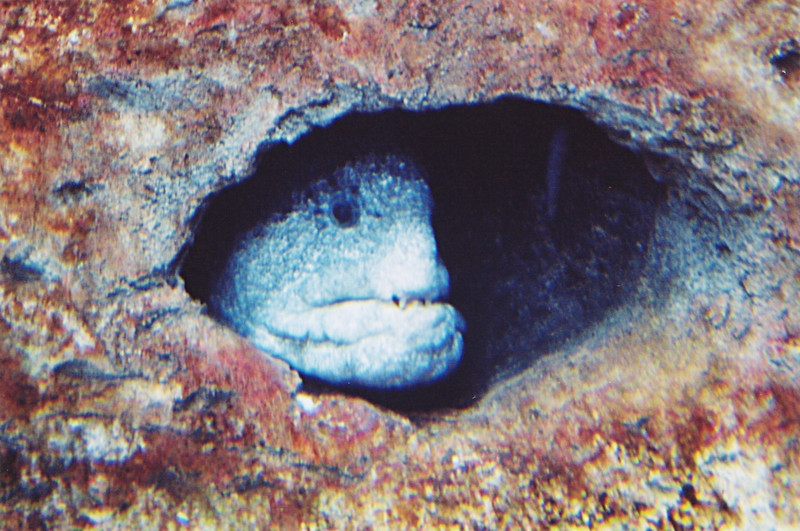
Un pensionnaire du Grand Océan.
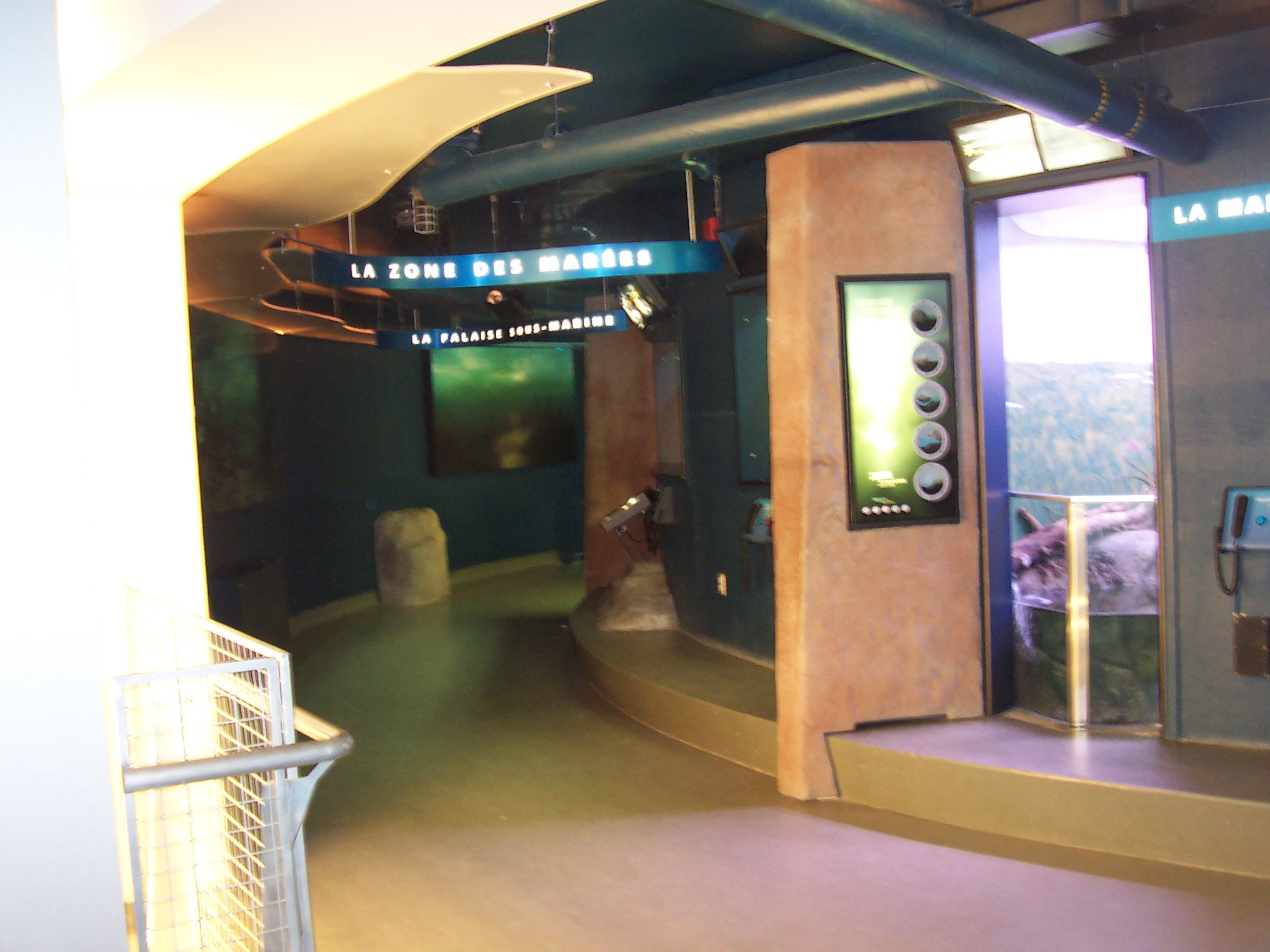
Début de la galerie des aquariums d'eau salée.
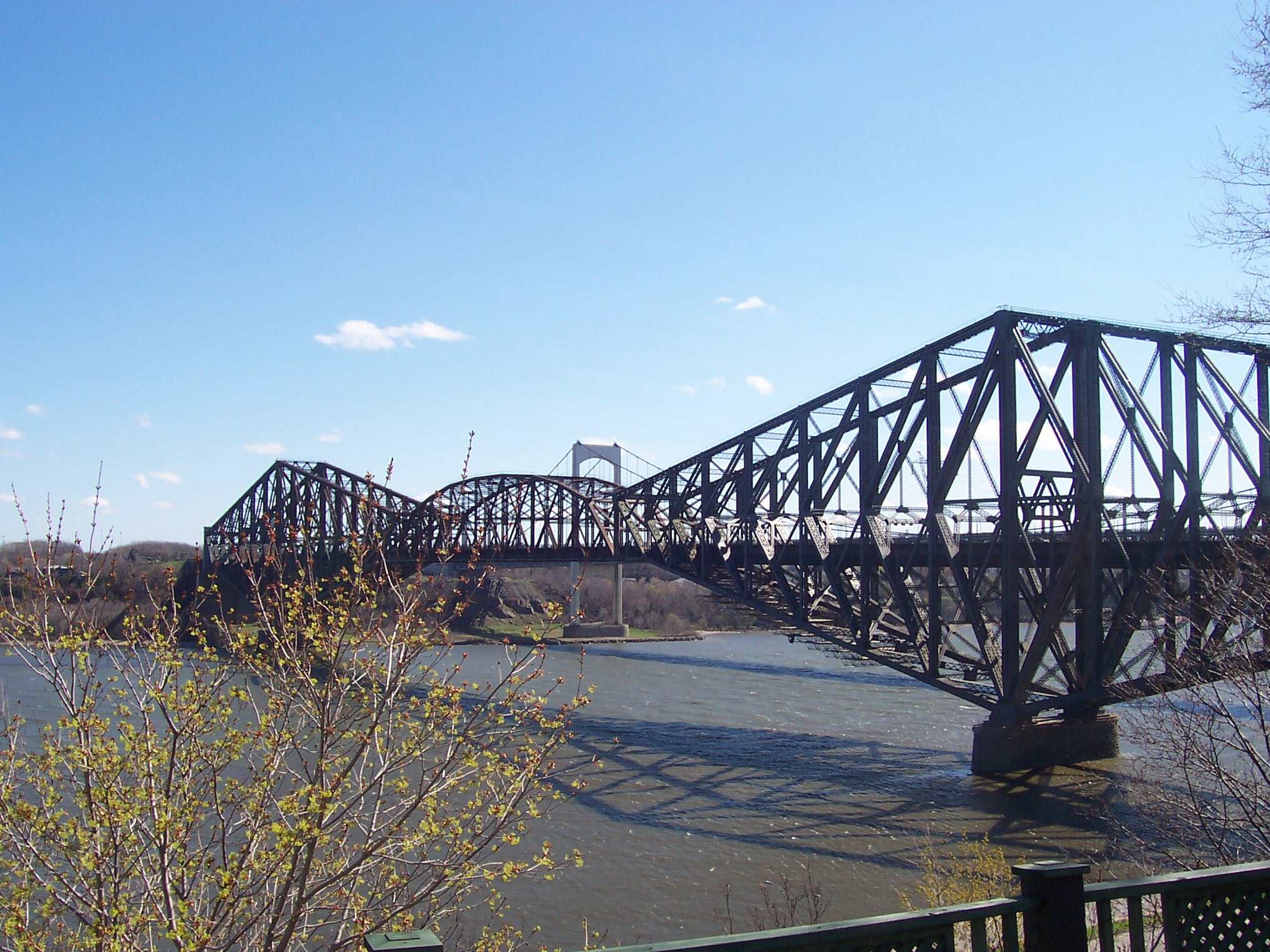
Vue du Pont de Québec et du Fleuve Saint-Laurent.